# Walentin Wdowin
Walentin Pietrowicz Wdowin (ros. Валенти́н Петро́вич Вдо́вин, ur. 1927 w Pawłowskim Posadzie, zm. 24 czerwca 2015) – radziecki dyplomata.

## Życiorys
W 1949 ukończył Moskiewski Państwowy Instytut Stosunków Międzynarodowych, pracował jako referent Antyfaszystowskiego Komitetu Młodzieży Radzieckiej. Należał do WKP(b), 1951-1955 był radzieckim przedstawicielem Sekretariatu Międzynarodowego Związku Studentów, 1955-1958 reprezentował ZSRR w Światowej Federacji Młodzieży Demokratycznej. Od 1959 doradca ds. zagadnień kultury Ambasady ZSRR we Francji, od 21 maja 1965 29 lipca 1969 ambasador nadzwyczajny i pełnomocny ZSRR w Czadzie, od 14 października 1972 do 4 grudnia 1976 ambasador nadzwyczajny i pełnomocny ZSRR w Laosie. Od 17 lipca 1980 do 30 grudnia 1982 ambasador nadzwyczajny i pełnomocny ZSRR w Mozambiku, od 17 grudnia 1982 do 22 października 1986 ambasador ZSRR w Portugalii.